# Ann Harris
Ann Harris (Paramaribo, 5 juni 1938 – Den Haag, 22 januari 2012), ook bekend als Ann Bos-Harris, was een Surinaamse schrijfster en verhalenvertelster.
In haar vroege jeugd verhuisde zij met haar familie naar het dorp Albina, waar zij haar kindertijd doorbracht. In haar twintigste levensjaar vestigde zij zich in Den Haag. 
Zij werkte er jarenlang in het onderwijs, en werd er ook politiek actief. Sinds 2003 was zij als writer in residence verbonden aan Stichting Draj, een website voor cultuureducatie in Den Haag die zich richtte op kinderen van 8 tot 12. Zij werkte er samen met literatuurwetenschapper Ruud Hisgen en redacteur Annemarie Estor en publiceerde op Draj.nl haar verhalen voor kinderen. Later werden deze gebundeld uitgegeven.  
Ann Harris was de zus van de bekende zanger Oscar Harris.